# Dayal Pur
Dayal Pur es una ciudad censal situada en el distrito de Delhi noreste,  en el territorio de la capital nacional,  Delhi (India). Su población es de 20589 habitantes (2011). 

## Demografía
Según el censo de 2011 la población de Dayal Pur era de 20589 habitantes, de los cuales 11024 eran hombres y 9565 eran mujeres. Dayal Pur tiene una tasa media de alfabetización del 89,48%, superior a la media estatal del 86,21%: la alfabetización masculina es del 94,78%, y la alfabetización femenina del 83,40%.